# Ruta 5 (Urugvaj)
Ruta 5 je državna cesta u Urugvaju koja povezuje velika grada: Montevideo na jugu zemlje i Riveri na sjeveru. 
Prema zakonskoj odredbi iz 1975., posvećena je brigadiru i generalu Fructuosu Riveri, prvom predsjedniku Urugvaja.
Budući da povezuje dva velika grada na velikim udaljenostima, od velike je važnosti za cijelu državu jer je manje razvijenim naseljima u departmanima Canelones, Florida, Durazno i Tacuarembó donijela prometnu povezanost i mogućnost za razvoj gospodarstva. Stoga je često uspoređuju s Rutom 3.
Ukupna dužina ceste iznosi 501 kilometar (331 milja).
Nulti kilometar ceste nalazi se na Trgu Cagancha u četvrti (barrio) Centro u Montevideu.